# Санчес, Ману (футболист, 2000)
Мануэ́ль «Ману» Са́нчес де ла Пе́нья (исп. Manuel Sánchez de la Peña; род. 24 августа 2000, Мадрид) — испанский футболист, защитник клуба «Сельта», выступающий на правах аренды за клуб «Алавес».

## Биография
Санчес родился в Мадриде, присоединился к академии мадридского «Атлетико» в 2014 году. За вторую команду «Атлетико» дебютировал в Сегунде B 30 марта 2019 в матче против «Саламанки» (2:0). 30 августа 2019 продлил контракт с клубом до 2023 года. За основную команду дебютировал в чемпионате Испании 14 декабря 2019 года в матче против «Осасуны» (2:0).
11 января 2021 года был арендован «Осасуной» до конца сезона 2020/21
Поскольку Мануэль успел сыграть за Атлетико Мадрид 1 минуту в сезоне Примеры 2020/21, он получил медаль чемпиона Испании.
В матче 8 тура ЛаЛиги 2021/23 забил свой первый гол на взрослом уровне в ворота Райо Вальекано.

## Достижения
«Атлетико Мадрид»
- Чемпион Испании: 2020/21